# Attentatet på Robert F. Kennedy
Attentatet på Robert F. Kennedy fandt sted onsdag den 5. juni 1968 i Los Angeles, Californien, da den demokratiske præsidentkandidat blev skudt og dødeligt såret af den palæstinensiske indvandrer Sirhan Sirhan.

## Optakt
Den tidligere justitsminister og siddende senator Robert Kennedy var spidskandidat under de demokratiske primærvalg op til præsidentvalget i 1968. Efter dagen forinden at have sikret sig sejren i delstaten Californien, holdt Kennedy den 5. juni tale for sine tilhængere på det nu nedlagte Ambassador Hotel i Los Angeles.

## Attentatet
Efter at have talt til sine tilhængere ville Kennedy forlade hotellet, og tog en genvej gennem køkkenet, selvom han af sin livvagt var blevet advaret mod dette. Netop gennem køkkenet blev Kennedy antastet af den 24-årige palæstinensiske indvandrer Sirhan Sirhan, der affyrede 4 skud mod præsidentkandidaten. Mens attentatmanden blev overmandet og tilbageholdt af tilstedeværende, blev Kennedy bragt til et nærliggende hospital, hvor han 26 timer senere, trods en længerevarende operation, døde af sine kvæstelser.

## Efterspil
Kennedy blev efter en obduktion fløjet tilbage til sin valgstat New York, hvor han under massiv mediebevågenhed blev begravet den 8. juni.
Drabsmanden Sirhan Sirhan blev efterfølgende idømt dødsstraf, en dom der dog senere blev ændret til livsvarigt fængsel. Pr. marts 2013 sidder han stadig fængslet i et statsfængsel i Californien.